# Ліси Центральних та Південних Каскадних гір

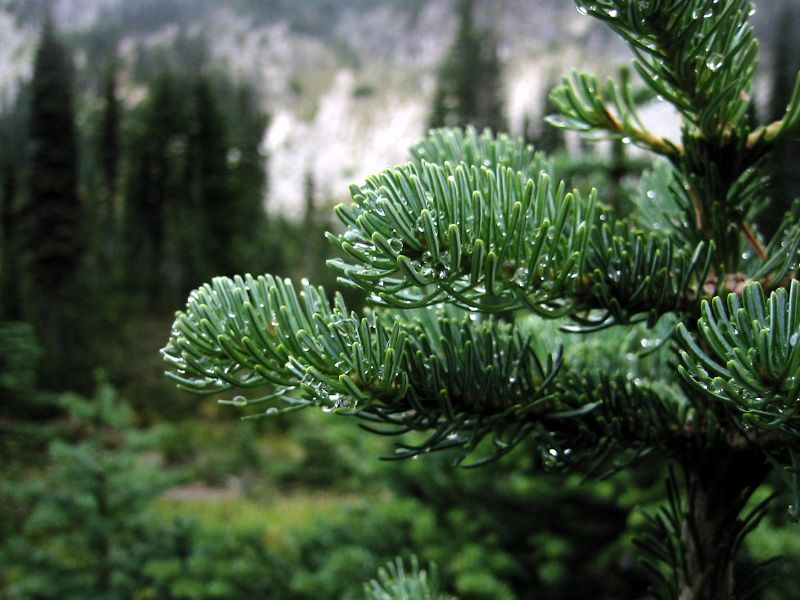
Субальпійська ялиця (Abies lasiocarpa) у Національному парку гори Рейнір

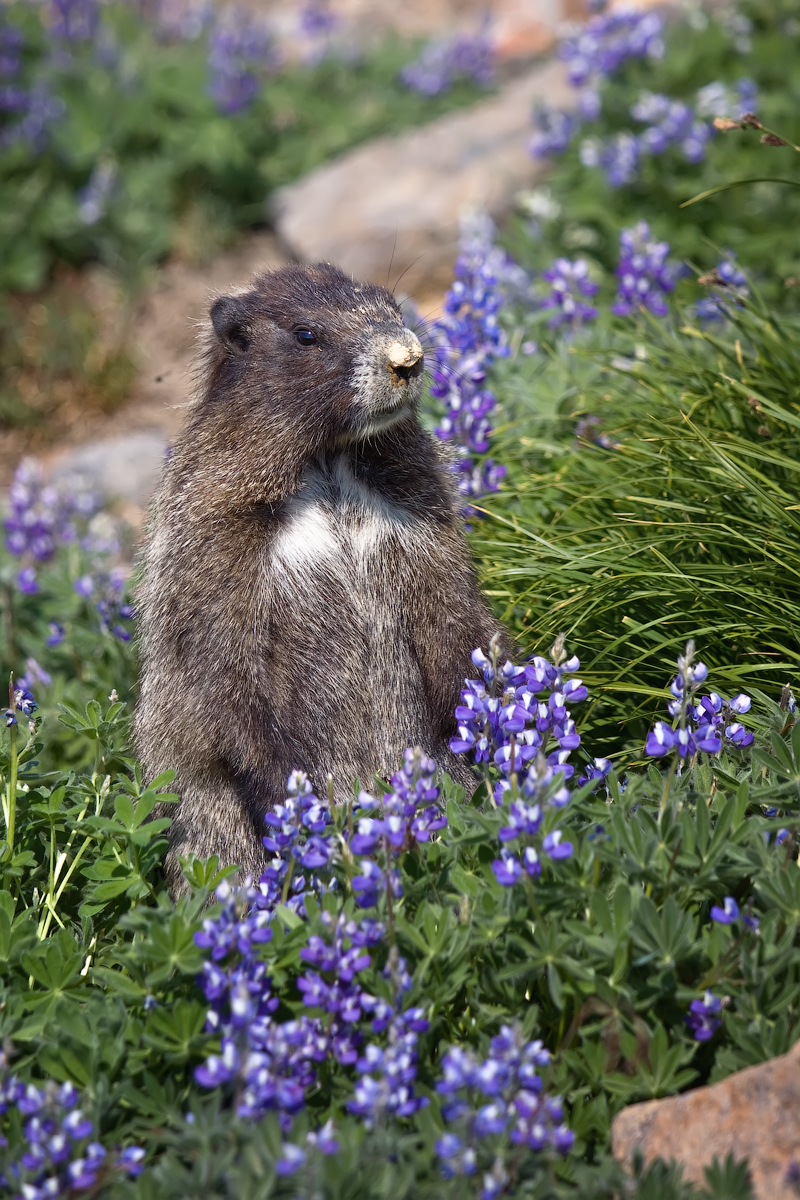
Сивий бабак (Marmota caligata) на горі Рейнір

Ліси Центральних та Південних Каскадних гір (ідентифікатор WWF: NA0508) — неарктичний екорегіон хвойних лісів помірної зони, розташований на Північному Заході США.

## Географія
Екорегіон лісів Центральних та Південних Каскадних гір простягається більш ніж на 800 км з півночі на південь через захід штатів Вашингтон та Орегон та через північний схід Північної Каліфорнії. Він охоплює центральну та південну частини Каскадних гір, які є частиною Західного поясу Північноамериканських Кордильєр. Північною межею екорегіону є перевал Снокуолмі, розташований на схід від Сіетла. Південна (каліфорнійська) частина екорегіону відділена від решти регіону перевалом Хайден.
На сході екорегіону простягаються молоді Високі Каскади, які утворилися у пізньому пліоцені або плейстоцені та мають вік від 2 мільйонів до 100 000 років. Високі Каскади містять активні та сплячі вулкани Каскадної дуги, зокрема активні стратовулкани Сент-Геленс (2549 м), Адамс (3743 м) та Рейнір (4392 м), розташовані у Вашингтоні, а також Лассен-Пік (3187 м) та вулкан Шаста (4322 м), розташовані в Каліфорнії. Маунт-Рейнір є найвищою вершиною штату Вашингтон та всіх Каскадних гір. На захід від Високих Каскадів простягаються старші, нижчі та більш розчленовані Західні Каскади, вік гірських порід яких може досягати 37 мільйонів років.
У плейстоцені високогір'я регіону були вкриті льодовиками, які й досі присутні на найвищих гірських вершинах, хоча, на відміну від Північних Каскадів, великі льодовикові поля в екорегіоні відсутні. Льодовики залишили в регіоні численні озера та глибокі долини. Річка Колумбія, вздовж якої проходить кордон між Вашингтоном та Орегоном, прорізала систему Каскадних гір зі сходу на захід, утворивши велику ущелину глибиною 1200 м. Кратерне озеро, розташоване в Орегоні, є найглибшим озером США. Воно частково заповнює кальдеру глибиною майже 655 м, яка утворилася приблизно 7700 років тому в результаті виверження вулкана Мазама.
Усі виверження вулканів на території континентальних США за останні 200 років, зокрема виверження гори Лассен у 1914—1921 роках, відбувалися у Високих Каскадах. Виверження вулкана Сент-Геленс у 1980 році було найбільш смертоносним та руйнівним в історії США.
У низинах і передгір'ях на заході ліси Центральних та Південних Каскадних гір переходять у низинні ліси П'юджету та у ліси Вілламеттської долини, на східних схилах і в передгір'ях — у ліси сходу Каскадних гір, а в горах на південному заході — у ліси Кламату та Сіскію. Північні Каскадні гори входять до екорегіонів прибережних лісів материкової Британської Колумбії та підвітряних лісів Каскадних гір.

## Клімат
На більшій частині екорегіону переважає середземноморський клімат (Csb за класифікацією кліматів Кеппена), який характеризується теплим, сухим, сонячним літом та м'якою, вологою, хмарною зимою, а у високогір'ях — високогірний середземноморський клімат (Csc за класифікацією Кеппена), субарктичний клімат (Dfc або Dsc за класифікацією Кеппена), або тундровий клімат (ET за класифікацією Кеппена). Через близькість Каскадних гір до Тихого океану та завдяки панівним західним вітрам опадів в регіоні випадає доволі багато, особливо на західних схилах — у середньому від 1270 до 3048 мм на рік. Взимку тут спостерігається один з найглибших снігових покривів у світі. Так, на горі Бейкер взимку 1998–99 років випало 29 м снігу.

## Флора
На більшій частині Центральних та Південних Каскадних гір домінують гірські хвойні ліси, основу яких складають західні тсуґи (Tsuga heterophylla), велетенські туї (Thuja plicata) та сріблясті ялиці (Abies amabilis). Прохолодна, волога зима та тепле, сухе літо сприяють вічнозеленим видам, тоді як м'які температури та багаті ґрунти сприяють швидкому росту дерев.
Домінуючим субклімаксовим видом на низьких та середніх висотах регіону виступають прибережні дуґласії (Pseudotsuga menziesii var. menziesii), які утворюють масштабні деревостани після серйозних порушень. Основним фактором порушень в лісах Каскадних гір виступають лісові пожежі високого та середнього ступеня тяжкості. Після Другої Світової війни в регіоні почали відбуватися суцільні вирубки, які припинилися лише у 1994 році після ухвалення Північно-Західного лісового плану.
На висоті понад 1500 м над рівнем моря в горах екорегіону поширені субальпійські ліси, у яких домінують нутканські кипариси (Callitropsis nootkatensis), гірські тсуґи (Tsuga mertensiana) та різноманітні ялиці (Abies spp.). У високогір'ях регіону зустрічаються альпійські луки та голі скелі.

## Фауна
Серед поширених в екорегіоні ссавців слід відзначити чорнохвостого оленя (Odocoileus hemionus), білохвостого оленя (Odocoileus virginianus), гірського вапіті (Cervus canadensis nelsoni), американського зайця (Lepus americanus), великовухого зайця (Lepus californicus), гірську аплодонтію (Aplodontia rufa), сивого бабака (Marmota caligata), жовточеревого бабака (Marmota flaviventris), соснового бурундука (Neotamias amoenus), бурундука Таунсенда (Tamias townsendii), західну сіру вивірку (Sciurus griseus), вивірку Дугласа (Tamiasciurus douglasii), літягу Гумбольдта (Glaucomys oregonensis), пишнохвостого лісового хом'яка (Neotoma cinerea), західну вересову мишу (Phenacomys intermedius), північноамериканську водяну полівку (Microtus richardsoni), тихоокеанську заподу (Zapus trinotatus), мазамського гоферчика (Thomomys mazama), майже ендемічного каскадного ховраха (Callospermophilus saturatus) та американського землерийкового крота (Neurotrichus gibbsii). На берегах річок зустрічаються канадські бобри (Castor canadensis), канадські видри (Lontra canadensis), річкові візони (Neogale vison) та болотяні ондатри (Ondatra zibethicus), а у високогір'ях — снігові кози (Oreamnos americanus) та американські пискухи (Ochotona princeps).
Серед великих хижаків, поширених в регіоні, слід відзначити барибала (Ursus americanus), північноамериканську пуму (Puma concolor couguar) та руду рись (Lynx rufus), а серед дрібніших хижих ссавців — койота (Canis latrans), звичайну лисицю (Vulpes vulpes), сіру лисицю (Urocyon cinereoargenteus), звичайну росомаху (Gulo gulo), тихоокеанську куницю (Martes caurina), американського горностая (Mustela richardsonii), довгохвосту ласицю (Neogale frenata), американського борсука (Taxidea taxus), смугастого скунса (Mephitis mephitis), західного плямистого скунса (Spilogale gracilis) та звичайного ракуна (Procyon lotor). Раніше в горах регіону мешкали каскадські вовки (Canis lupus fuscus), однак вони вимерли у середині XX століття. За останні десятиліття з Британської Колумбії у регіон проникли кілька зграй колумбійських вовків (Canis lupus columbianus), які досягли на півдні Північної Каліфорнії. У квітні 2024 року Служба національних парків США та Служба рибних ресурсів і дикої природи США оголосили про плани реінтродукції ведмедів гризлі (Ursus arctos horribilis) у Північних Каскадних горах в штаті Вашингтон.
Серед поширених в екорегіоні птахів слід відзначити американського орябка (Bonasa umbellus), гірського тетерука (Dendragapus fuliginosus), білохвосту куріпку (Lagopus leucura), гірську перепелицю (Oreortyx pictus), каменярку (Histrionicus histrionicus), американського яструба (Accipiter atricapillus), віргінського пугача (Bubo virginianus), плямисту сову (Strix occidentalis), каліфорнійського сичика-горобця (Glaucidium californicum), каліопу (Selasphorus calliope), вогнистого колібрі-крихітку (Selasphorus rufus), ялинового дятла (Picoides dorsalis), червоноголового дятла-смоктуна (Sphyrapicus ruber), канадську кукшу (Perisoreus canadensis), американську горіхівку (Nucifraga columbiana), каліфорнійську сойку (Aphelocoma californica), чорноголову сизойку (Cyanocitta stelleri), канадського повзика (Sitta canadensis), сірого пронурка (Cinclus mexicanus), кордильєрського волоочка (Troglodytes pacificus), рудоспинну гаїчку (Poecile rufescens), гірську гаїчку (Poecile gambeli), зеленоспинного віреона (Vireo cassinii), рудобрового квічаля (Ixoreus naevius), плямистоволого дрозда-короткодзьоба (Catharus guttatus), західну цитринку (Geothlypis tolmiei), ялинового піві-малюка (Empidonax hammondii), західного піві-малюка (Empidonax difficilis), рябогруду вівсянку (Passerella iliaca), жовтобрового кіпаля (Hesperiphona vespertina), тайгового смеречника (Pinicola enucleator), білокрилого шишкаря (Loxia leucoptera), ялинового шишкаря (Loxia curvirostra), соснового чижа (Spinus pinus), кармінову чечевицю (Haemorhous purpureus) та сивоголового катуньчика (Leucosticte tephrocotis).
Екорегіон характеризується високим рівнем ендемізму серед земноводних. Серед майже ендемічних амфібій, поширених в регіоні, слід відзначити хмарну саламандру (Aneides ferreus), велетенську тихоокеанську саламандру (Dicamptodon tenebrosus), саламандру Ван Діка (Plethodon vandykei), каскадну жабу (Rana cascadae) та орегонську плямисту жабу (Rana pretiosa), а серед ендеміків — каскадну саламандру (Rhyacotriton cascadae), модринову гірську саламандру (Plethodon larselli) та орегонську струнку саламандру (Batrachoseps wrighti). Серед поширених в регіоні плазунів слід відзначити північно-західну садову змію (Thamnophis ordinoides) та західну парканну ігуану (Sceloporus occidentalis). Колись у гірських річках регіону нерестилося багато чавичі (Oncorhynchus tshawytscha) та великоголової палії (Salvelinus confluentus), однак за останні десятиліття популяція цих риб стрімко скоротилася за винятком найбільш віддалених районів.

## Екорегіони IV рівня
У схемі екорегіонів Агенції з охорони довкілля США Центральні та Південні Каскадні гори відомі як екорегіон III рівня «Каскадні гори». У межах екорегіону Каскадних гір виділяють вісім екорегіонів рівня IV: низини та долини Західних Каскадів, високогір'я Західних Каскадів, гірські ліси гребня Каскадних гір, субальпійські та альпійські високогір'я Каскадних гір, високогірні ліси півдня Високих Каскадів, низькогірські ліси півдня Високих Каскадів, хвойні ліси сходу Каліфорнійських Каскадів та передгір'я Південних Каскадів.

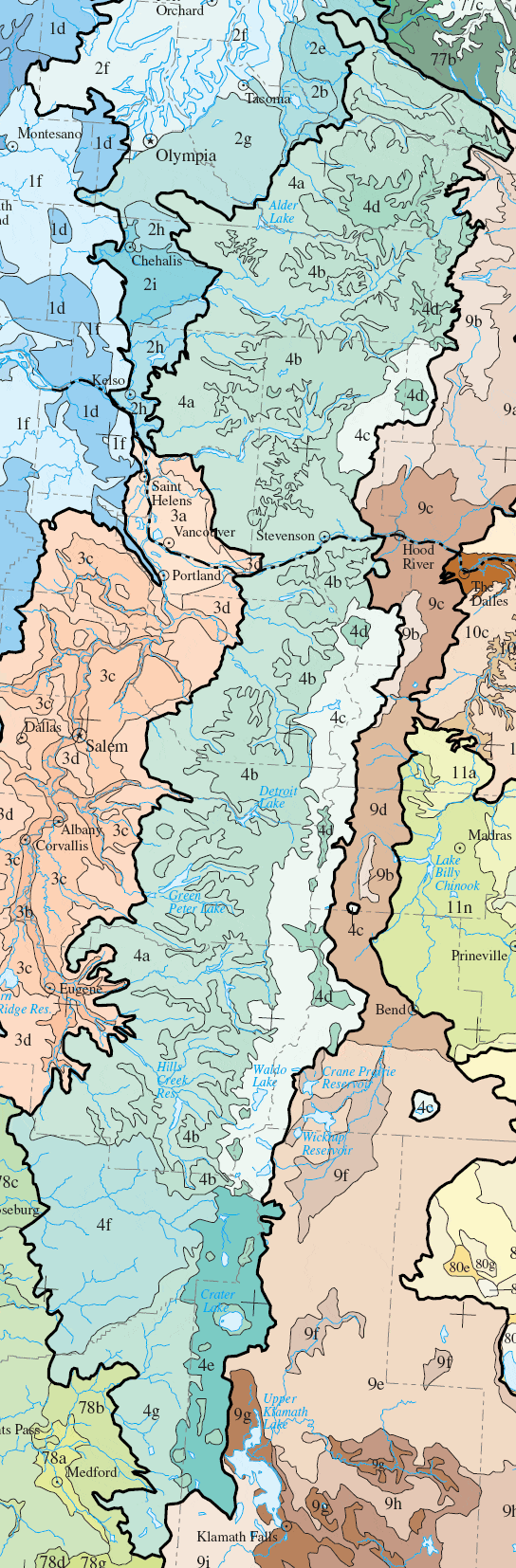
Мапа екорегіонів IV рівня (не зазначена каліфорнійська частина)

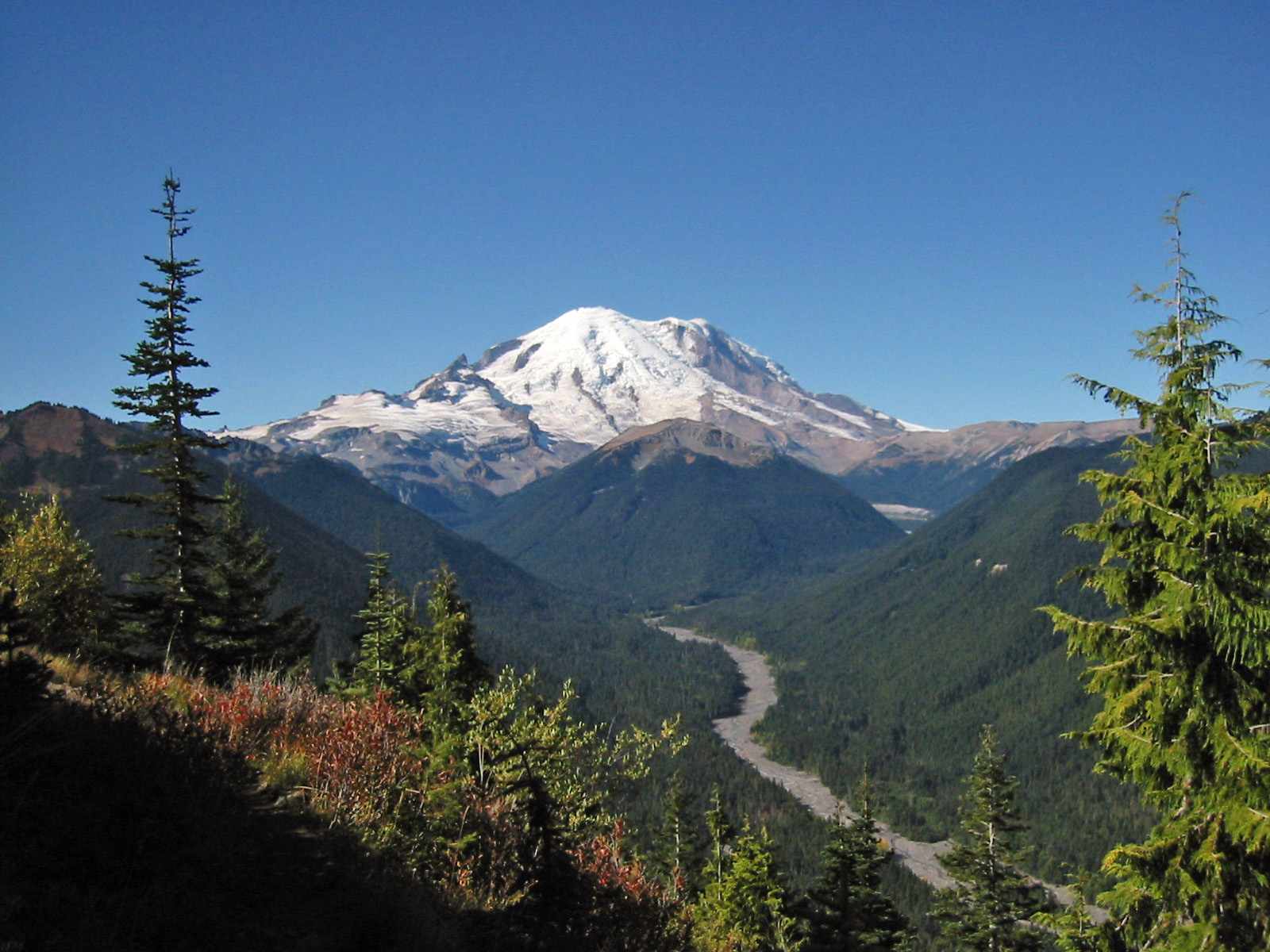
Гора Рейнір

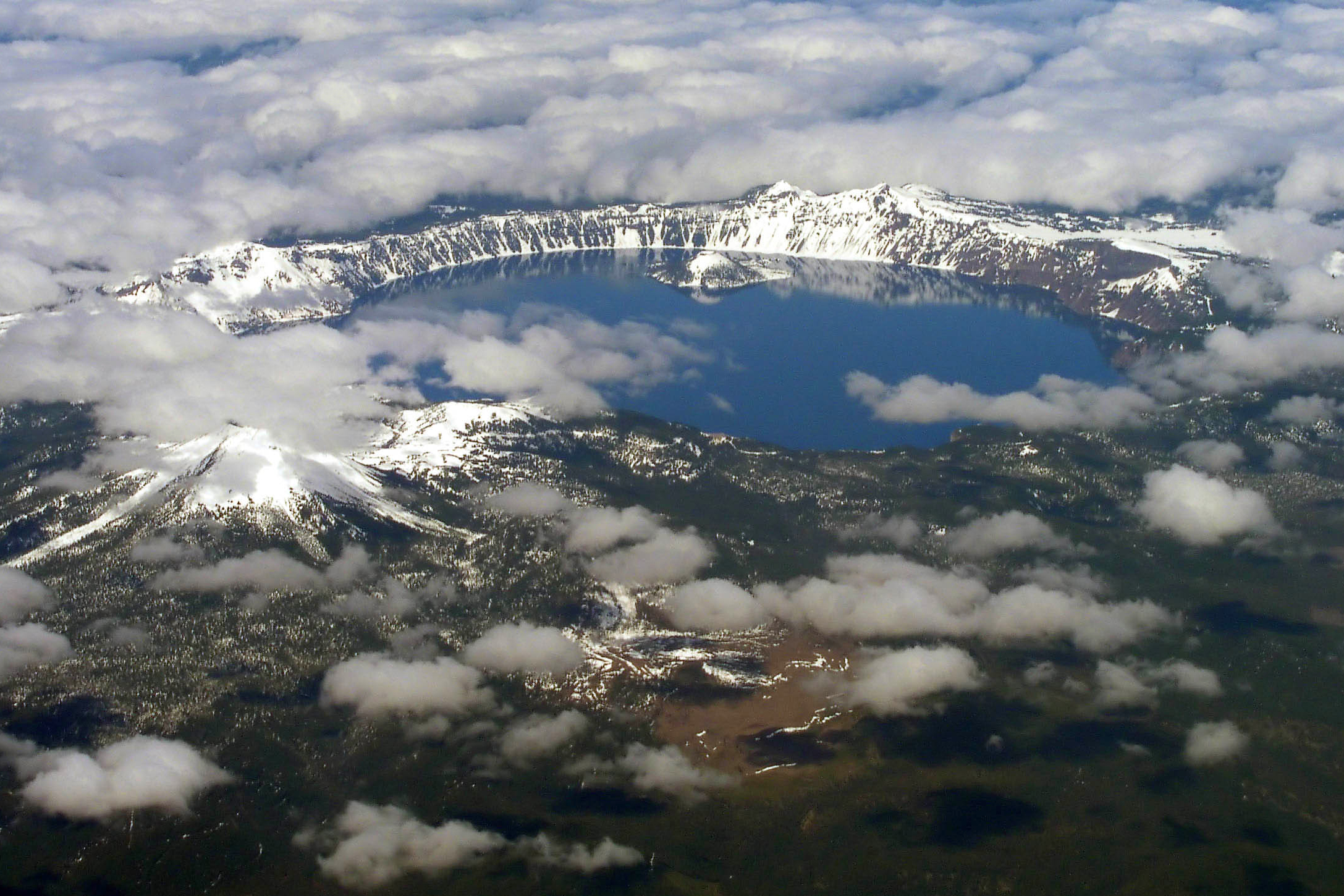
Кратерне озеро в горах Орегону

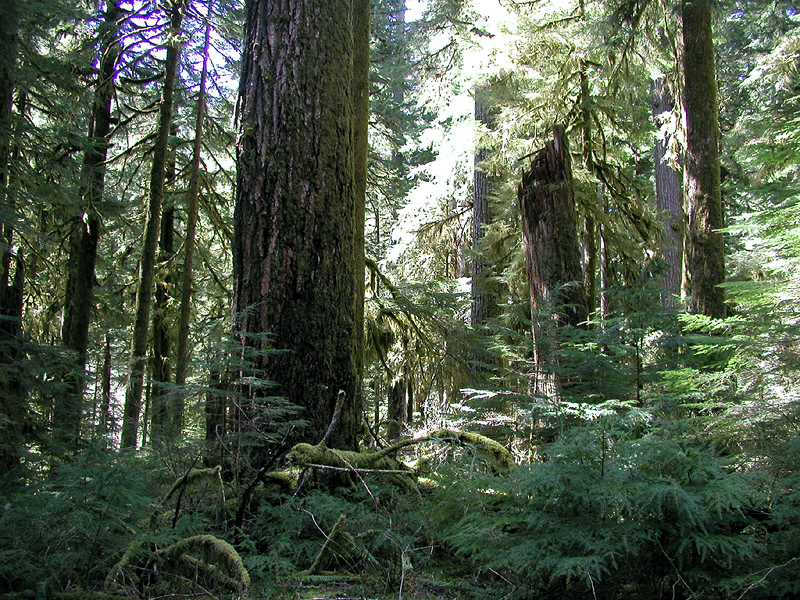
Старий хвойний ліс в заповіднику Природна зона Опал-Крік

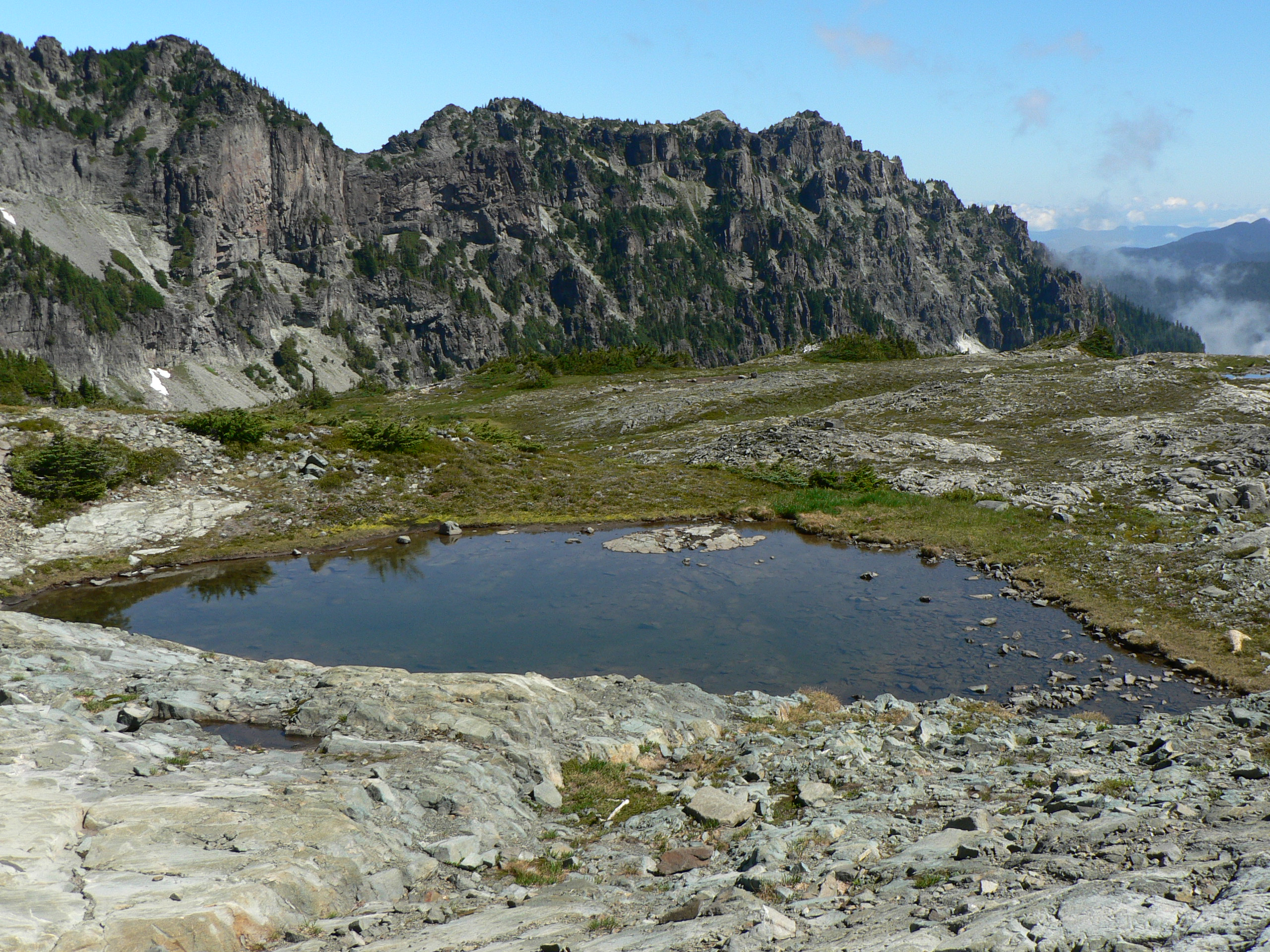
Карове озеро у високогір'ях гори Рейнір

### Низини та долини Західних Каскадів (4a)
Регіон низин та долин Західних Каскадів охоплює стрімкі західні схили Каскадних гір, порізані численними глибокими долинами. Висота регіону коливається від 180 до 1220 м над рівнем моря. В штаті Вашингтон через територію регіону протікають річки Льюїс, Кауліц, Ніскуаллі, П'юаллап, Вайт та Грін, а в штаті Орегон — Північна Ампкуа, Норт-Форк-Вілламетт, Міддл-Форк-Вілламетт, Маккензі, Північний Сантіам, Південний Сантіам, Клакамас, Салмон та Булл-Ран, які мають високий або середній ухил. В їх холодних водах живуть рідкісні лососеві риби — чавичі (Oncorhynchus tshawytscha), райдужні форелі (Oncorhynchus mykiss) та великоголові палії (Salvelinus confluentus). На деяких річках побудовані водосховища, які зберігають талу снігову воду, що використовується для зрошення та муніципального водопостачання у Вілламеттській долини на заході.
М'який, вологий клімат регіону сприяє росту пишних хвойних лісів, у яких переважають західні тсуґи (Tsuga heterophylla) та прибережні дуґласії (Pseudotsuga menziesii var. menziesii). Також в цих лісах зустрічаються велетенські туї (Thuja plicata), великолисті клени (Acer macrophyllum), червоні вільхи (Alnus rubra), круглолисті клени (Acer circinatum), західні багаторядники (Polystichum munitum), чагарники салалу (Gaultheria shallon), падуболистого барбарису (Berberis aquifolium), рододендрону (Rhododendron spp.), чорниці (Vaccinium spp.), ожини (Rubus spp.), дрібноцвітої малини (Rubus parviflorus), квасениці (Oxalis spp.) та рогатої ліщини (Corylus cornuta). Схили Західних Каскадів є одними з найважливіших регіонів виробництва деревини на Тихоокеанському Північному Заході. Низини та долини Західних Каскадів є одним з найбільших субрегіонів Каскадних гір, який охоплює 10 110 км² в Орегоні та 6208 км² у Вашингтоні.

### Високогір'я Західних Каскадів (4b)
Високогір'я Західних Каскадів характеризуються стрімкими, розчленованими схилами, льодовиковими озерами та численними струмками й річками з високим або середнім ухилом. Висота регіону коливається від 910 до 2000 м над рівнем моря. Західні Каскади старші та більш еродовані, ніж Високі Каскади на сході з їх лавовими полями та високими засніженими вулканічними конусами. З геологічної точки зору їх основу складають темні базальти, на відміну від сірих андезитів Високих Каскадів. Порівняно з низинами та долинами на заході у високогір'ях середні температури нижчі, а взимку випадає більше снігу.
Рясні опади підтримують густі ліси, у яких домінують прибережні дуґласії (Pseudotsuga menziesii var. menziesii) та західні тсуґи (Tsuga heterophylla). Серед інших дерев, поширених в гірських лісах Західних Каскадів, слід відзначити гірську тсуґу (Tsuga mertensiana), шляхетну ялицю (Abies procera), субальпійську ялицю (Abies lasiocarpa), велетенську ялицю (Abies grandis), сріблясту ялицю (Abies amabilis), червону вільху (Alnus rubra) та коротколистий тис (Taxus brevifolia). В їх підліску переважають круглолисті клени (Acer circinatum), чагарники рододендрону (Rhododendron spp.), падуболистого барбарису (Berberis aquifolium), дрібноцвітої малини (Rubus parviflorus) та чорниці (Vaccinium spp.).
Наразі в екорегіоні переважає лісозаготівля та рекреація. Він є важливим джерелом води до міських та сільськогосподарських районів у долинах. Високогір'я Західних Каскадів є другим за величиною субрегіоном Каскадних гір, який охоплює 7070 км² в Орегоні та 4734 км² у Вашингтоні.

### Гірські ліси гребня Каскадних гір (4c)
Регіон гірських лісів гребня Каскадних гір охоплює хвилясте вулканічне плато, над яким підіймаються вулканічні гірські вершини. Висота регіону становить приблизно 2000 м над рівнем моря. Вулканічне плато Високих Каскадів утворилося в пліоцені, а плейстоценове зледеніння залишило на ньому численні озера. Ландшафт регіону перетинають звивисті водні потоки. У лісах регіону переважають гірські тсуґи (Tsuga mertensiana), сріблясті ялиці (Abies amabilis) та субальпійські ялиці (Abies lasiocarpa), а також, меншою мірою, велетенські ялиці (Abies grandis), шляхетні ялиці (Abies procera), прибережні дуґласії (Pseudotsuga menziesii var. menziesii), ялини Енгельмана (Picea engelmannii) та скручені сосни (Pinus contorta). В їх підліску переважають круглолисті клени (Acer circinatum), чагарники чорниці (Vaccinium spp.), рододендрону (Rhododendron spp.) та гаультерії (Gaultheria spp.),), північні лінеї (Linnaea borealis) та ведмежа трава (Xerophyllum tenax). На гірських луках зустрічаються осоки (Cyperaceae), карликові верби (Salix spp.) та дернисті щучники (Deschampsia cespitosa). Регіон охоплює 4940 км² в Орегоні та 803 км² у Вашингтоні. Ізольована ділянка цього екорегіону розташована на вершині вулкана Ньюберрі на південний схід від Бенда.

### Субальпійські та альпійські високогір'я Каскадних гір (4d)
Регіон субальпійських та альпійських високогір'їв Каскадних гір охоплює високі вулканічні вершини, що підіймаються над субальпійським поясом. Він містить каскади водоспадів, льодовикові цирки та карові озера. Плейстоценове зледеніння змінило форму гір на висоті понад 2000 м над рівнем моря, залишивши морени, льодовикові озера та U-подібні льодовикові каньйони. На найвищих гірських вершинах все ще присутні льодовики та постійні сніжники, однак з півночі на південь їх розміри зменшуються.
Рослинність регіону пристосована до великих висот, холодних зимових температур, короткого вегетаційного періоду та глибокого снігового покриву взимку. Поблизу верхньої межі лісу поширені трав'янисто-чагарникові субальпійські луки та розрізнені ділянки лісів гірської тсуґи (Tsuga mertensiana), субальпійської ялиці (Abies lasiocarpa) та білокорої сосни (Pinus albicaulis). На вологих луках зростають осоки Брюера (Carex breweri), різножилкові осоки (Carex heteroneura), чорнуваті осоки (Carex nigricans), дернисті щучники (Deschampsia cespitosa) та альпійські айстри (Aster alpinus). Подекуди зустрічаються голі скелі.
Регіон охоплює 1000 км² у Вашингтоні, 860 км² в Орегоні, а також вершини гір Шаста та Лассен-Пік в Каліфорнії. Він включає найвищі вулканічні вершини Високих Каскадів, зокрема гори Рейнір, Адамс, Гуд, Джефферсон, Три Сестри, Бачелор, Даймонд-Пік, Скотт, Мак-Лафлін, Шаста та Лассен-Пік.

### Гірські ліси півдня Високих Каскадів (4e)
Регіон гірських лісів півдня Високих Каскадів охоплює хвилясте вулканічне плато на південному сході екорегіону, над яким підіймаються ізольовані гірські вершини та вулканічні конуси. Тут зустрічається багато карових озер та льодовикових форм рельєфу. Регіон лежить на висоті від 1200 до 2500 м над рівнем моря та є перехідною зоною між Південними Каскадними горами (4f) та субальпійськими високогір'ями (4d). Його клімат більш сухий, ніж у гірських лісах гребня Каскадних гір (4c), та характеризується більш тривалою літньою посухою. Деякі водотоки, що протікають через територію регіону, є сезонними. У хвойних лісах регіону переважають гірські тсуґи (Tsuga mertensiana), скручені сосни (Pinus contorta) та сріблясті ялиці (Abies amabilis). Також тут зустрічаються велетенські ялиці (Abies grandis), одноколірні ялиці (Abies concolor) та прекрасні ялиці (Abies magnifica), які стають більш поширеними на півдні та сході. На великих висотах трапляються білокорі сосни (Pinus albicaulis). В підліску хвойних лісів зростає ожика (Luzula spp.), малий порушник (Chimaphila menziesii), люпин (Lupinus spp.) та однобока боровинка (Orthilia secunda), а на відкритих луках на найвищих висотах — шастська дика гречка (Eriogonum pyrolifolium), кьонігія Дейвіса (Koenigia davisiae) та осока Брюера (Carex breweri). Регіон охоплює 2370 км² у Південному Орегоні, а також деякі території в горах Каліфорнії. Він включає нижні частини Національного парку Кратерного озера та Національного парку Лассен-Волканік.

### Низькогірські ліси півдня Високих Каскадів (4f)
Регіон низькогірських лісів півдня Високих Каскадів лежить на нижчій висоті, ніж навколишні регіони, та має менш нерівний рельєф, який характеризується вологими гірськими схилами та широкими долинами. Висота регіону коливається від 430 до 1620 м над рівнем моря. Клімат тут більш сухий, ніж в інших частинах Каскадних гір, що відображено у більш посухостійкій рослинності. Річковий стік тут також значно менший, ніж в горах на півночі екорегіону.
Західні тсуґи (Tsuga heterophylla) та велетенські туї (Thuja plicata), які домінують в лісах Західних Каскадів, у Південних Каскадних горах зустрічаються рідше. Натомість тут їх замінюють види, типові для гір каліфорнійської Сьєрра-Невади — каліфорнійські річкові кедри (Calocedrus decurrens), одноколірні ялиці (Abies concolor), прекрасні ялиці (Abies magnifica) та сосни Ламберта (Pinus lambertiana). В їх підліску переважають чагарники сніжноягідника (Symphoricarpos spp.), ірги (Amelanchier spp.), падуболистого барбарису (Berberis aquifolium), золотистого чінквапіна (Chrysolepis chrysophylla) та різноцвітого голодискуса (Holodiscus discolor), а також північні лінеї (Linnaea borealis). В каліфорнійській частині регіону поширені чагарники мучниці (Arctostaphylos spp.) та червонокорінника (Ceanothus spp.), а також кущі кучерявих хвостоплідників (Cercocarpus ledifolius), тризубчастого полину (Artemisia tridentata) та гіркої пуршії (Purshia tridentata), центр поширення яких знаходиться на сході, у Великому Басейні. На нижніх висотах регіону зустрічаються прибережні дуґласії (Pseudotsuga menziesii var. menziesii) та жовті сосни (Pinus ponderosa).
Регіон охоплює 3660 км² у Південному Орегоні, у басейнах річок Південна Ампкуа та Рог, а також деякі території в горах Північної Каліфорнії. Від Західних Каскадів він відділений горами Калапуя.

### Хвойні ліси сходу Каліфорнійських Каскадів (4g)
Регіон хвойних лісів сходу Каліфорнійських Каскадів розташований на сході Каліфорнійських Каскадних гір, на висоті від 900 до 2150 м над рівнем моря. Невелика частина регіону розташована на захід від гори Шаста, в околицях міста Від. Регіон має більш посушливий клімат, ніж інші регіони Каліфорнійських Каскадів, оскільки лежить у дощовій тіні Каскадних гір та гір Кламат. В регіоні переважають рідколісся жовтих сосен (Pinus ponderosa) або сосен Джеффрі (Pinus jeffreyi), а на більш посушливих низьких висотах — рідколісся західних яловців (Juniperus occidentalis), у підліску яких поширені чагарники полину (Artemisia spp.)

### Передгір'я Південних Каскадів (4h)
Регіон передгір'їв Південних Каскадів охоплює вулканічні пагорби та плато Північної Каліфорнії, що простягаються від річки Піт на південь до міста Парадайз. Його висота коливається від 600 до 1200 м над рівнем моря. Рослинний покрив регіону представлений сухими або мезофільними мішаними хвойними лісами та низькогірськими дубово-хвойними лісами і рідколіссями. Серед хвойних дерев, поширених в регіоні, слід відзначити жовту сосну (Pinus ponderosa), прибережну дуґласію (Pseudotsuga menziesii var. menziesii), а також одноколірну ялицю (Abies concolor) на великих висотах, а серед широколистяних дерев — каліфорнійський чорний дуб (Quercus kelloggii) та каньйоновий дуб (Quercus chrysolepis).

## Збереження
Значна частина лісів екорегіону була вирубана. Залишки пралісів збереглися переважно у віддалених гірських районах. Боротьба з пожежами змінила природний режим порушень, а розвиток сільського господарства та розширення поселень призвели до знищення лісів у долинах.
Близько 20,8 % площі екорегіону є заповідними територіями. Природоохоронні території включають: Національний парк гори Рейнір, Національний ліс гір Бейкер та Сноквалмі, Національний ліс Венатчі, Національний ліс імені Гіффорда Пінчота, Національну мальовничу зону ущелини річки Колумбія, Природну зону Клірвотер, Природну зону Норс-Пік, Природну зону Татуш, Природну зону імені Вільяма Дугласа, Природну зону Гоат-Рокс, Природну зону гори Адамс, Природну зону Індіан-Хевен, Природну зону Траппер-Крік та Національну вулканічну пам'ятку гори Сент-Геленс в штаті Вашингтон, Національний парк Кратерного озера, Національний ліс гори Гуд, Національний ліс Вілламетт, Національний ліс Ампкуа, Національний ліс річки Рог, Національну мальовничу зону ущелини річки Колумбія, Природну зону Салмон-Гекльберрі, Природну зону гори Гуд, Природну зону Тейбл-Рок, Природну зону Булл-оф-зе-Вудс, Природну зону Опал-Крік, Природну зону Тейбл-Рок, Природну зону Міддл-Сантіам, Природну зону Менажері, Природну зону гори Джефферсон, Природну зону гори Вашингтон, Природну зону Трьох Сестер, Природну зону Даймонд-Пік, Природну зону Болдер-Крік, Природну зону гори Тільсен, Природну зону вододілу Рогу та Ампкуа, Природну зону Скай-Лейкс, Природну зону Небесних озер в штаті Орегон, а також Національний парк Лассен-Волканік, Національний ліс Лассен та Національний ліс Шаста-Триніті в штаті Каліфорнія.